# Picardiella melanoleuca
Picardiella melanoleuca är en stekelart som först beskrevs av Johann Ludwig Christian Gravenhorst 1829.  Picardiella melanoleuca ingår i släktet Picardiella och familjen brokparasitsteklar. Inga underarter finns listade i Catalogue of Life.